# اتحاد النقابات العمالية السويدية
اتحاد نقابات العمال السويدي ( ‎sv‏ )، ويشار إليها عادةً باسم ( LO )، هو مركز نقابي وطني ، ومنظمة شاملة لأربعة عشر نقابة عمالية سويدية تنظم بشكل أساسي العمال " ذوي الياقات الزرقاء ". تأسس الاتحاد، الذي يضم نحو 1.5 مليون موظف من إجمالي سكان السويد البالغ عددهم 10 ملايين نسمة، في عام 1898 من قبل نقابات العمال ذوي الياقات الزرقاء بمبادرة من مؤتمر العمال الإسكندنافي عام 1897 والحزب الديمقراطي الاجتماعي السويدي ، والذي كان يتألف بشكل شبه حصري من نقابات العمال. النقابات. في عام 2019، بلغت كثافة نقابات العمال السويديين ذوي الياقات الزرقاء 60%، وهو انخفاض بنسبة سبعة عشر نقطة مئوية منذ عام 2006 عندما كانت كثافة نقابات العمال ذوي الياقات الزرقاء 77%. كان أحد العوامل المساهمة القوية في ذلك هو الرسوم المرتفعة بشكل كبير التي فرضتها حكومة يمين الوسط الجديدة على صناديق البطالة النقابية في يناير/كانون الثاني 2007.

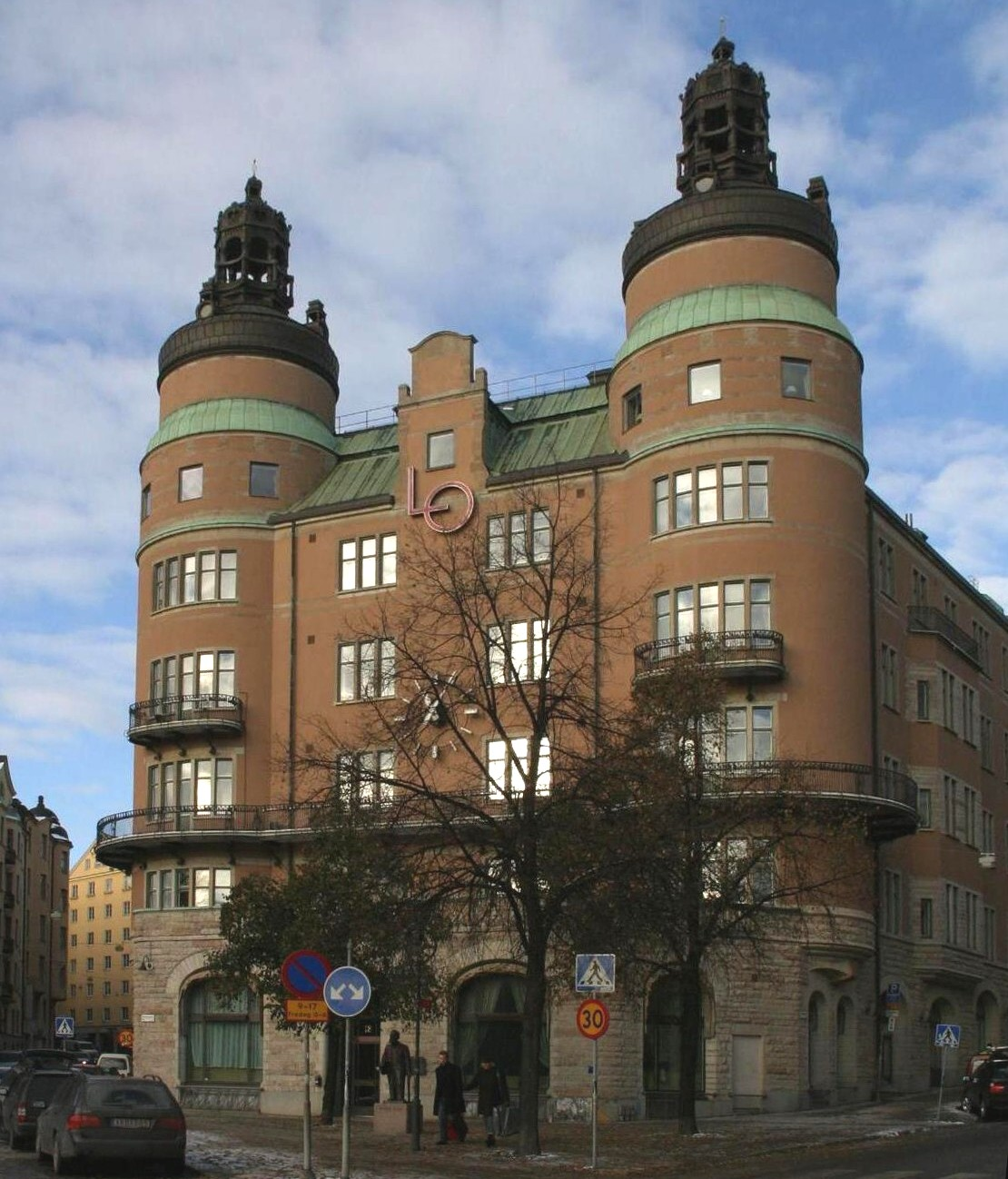
لو بورجن (السويدية: 'لو القلعة') ، مبنى مقر لو لاندمارك من قبل المهندس المعماري السويدي فرديناند بوبرغ، في نورا بانتورجيت في ستوكهولم.

## المنظمات التابعة

### المنظمات التابعة الحالية
| الاتحاد                                  | تأسست | الرجال  | النساء  | المجموع   | تغيير (2017) |
| ---------------------------------------- | ----- | ------- | ------- | --------- | ------------ |
| نقابة عمال البناء السويدية               | 1949  | 77 512  | 1 218   | 78 730    | ▲ 409        |
| الاتحاد السويدي للكهربائيين              | 1906  | 18 518  | 456     | 18 974    | ▼ 333        |
| نقابة عمال صيانة المباني السويدية        | 1936  | 13 624  | 12 700  | 26 324    | ▼ 718        |
| جي أس                                    | 2009  | 31 987  | 6 861   | 38 848    | ▼ 1 096      |
| نقابة الموظفين التجاريين السويديين       | 1906  | 45 665  | 77 672  | 123 337   | ▼ 1 001      |
| نقابة عمال الفنادق والمطاعم السويدية     | 1918  | 10 949  | 16 017  | 26 966    | ▼ 921        |
| إف ميتال                                 | 2006  | 200 292 | 46 543  | 246 835   | ▼ 305        |
| نقابة عمال البلديات السويدية             | 1910  | 108 426 | 391 728 | 500 154   | ▼ 7 333      |
| نقابة عمال الأغذية السويدية              | 1922  | 15 317  | 8 041   | 23 358    | ▼ 1 062      |
| اتحاد الرسامين السويديين                 | 1887  | 9 833   | 1 277   | 11 110    | ▲ 47         |
| نقابة عمال الورق السويدية                | 1920  | 11 722  | 2 190   | 13 912    | ▼ 370        |
| الاتحاد السويدي لموظفي الخدمة والاتصالات | 1970  | 53 981  | 18 175  | 72 156    | ▼ 960        |
| اتحاد الموسيقيين السويديين               | 1907  | 1 805   | 469     | 2 274     | ▼ 13         |
| نقابة عمال النقل السويدية                | 1897  | 41 494  | 8 343   | 49 837    | ▼ 1 889      |
| المجموع                                  |       | 641 125 | 591 690 | 1 232 815 | ▼ 15 575     |
| النسبة                                   |       | 52%     | 48%     |           | ▼ 1.25%      |

## أنظر أيضاً
- الاتحاد الدانمركي لنقابات العمال (دانماركي لو)
- الاتحاد النرويجي لنقابات العمال (النرويجية لو)
- الاتحاد السويدي للموظفين المحترفين (التكلفة الإجمالية للملكية)
- الاتحاد السويدي للرابطات المهنية (ساكو)
- المنظمة المركزية لعمال السويد (ساك، نقابة عمالية سويدية غير مرتبطة بـ لو)
- رين-مايدنر نموذج